# Küçükçekmece
Küçükçekmece (AFI: /kyt͡ʃykˈt͡ʃekmedʒe/, in italiano "piccolo cassetto") è un distretto e un comune turco soggetto al comune metropolitano di Istanbul. È situato nella parte europea della città, e lungo la costa del mar di Marmara.
Con i suoi circa 800 000 abitanti, è il secondo distretto più popoloso di Istanbul dopo quello confinante di Esenyurt.

## Geografia
Küçükçekmece è situata sulla costa del mar di Marmara, lungo il lago omonimo, sulla cui riva opposta si estende la città di Avcılar. È situata a 23 km ad ovest del centro di Istanbul.

## Quartieri
Fanno parte di Küçükçekmece i seguenti quartieri (mahalle): Atakent, Atatürk, Beşyol, Cennet, Cumhuriyet, Fatih, Fevzi Çakmak, Gültepe, Halkalı Merkez, İnönü, İstasyon, Kanarya, Kartaltepe, Kemalpaşa, Mehmet Akif, Söğütlü Çeşme, Sultan Murat, Tevfikbey, Yarımburgaz, Yeni Mahalle, Yeşilova.

## Monumenti e luoghi d'interesse
- Ponte di Küçükçekmece, costruito dal celebre architetto ottomano Sinān.

## Infrastrutture e trasporti

### Strade
Küçükçekmece è servita dalla superstrada D.100 che unisce Istanbul alla frontiera con la Bulgaria.

### Ferrovie
Küçükçekmece è servita da tre stazioni (Halkalı, Mustafa Kemal, Küçükçekmece) lungo la linea ferroviaria suburbana Marmaray. Il capolinea di suddetta ferrovia, la stazione di Halkalı, è anche una fermata per i treni regionali diretti a Edirne, Uzunköprü e Çerkezköy e per quelli internazionali diretti a Sofia, Bucarest e Belgrado.